# Ковыльский сельсовет
Ковыльский сельсовет — муниципальное образование со статусом сельского поселения в Кирсановском районе Тамбовской области.
Административный центр — посёлок Краснослободский.

## История
В соответствии с Законом Тамбовской области от 17 сентября 2004 года № 232-З установлены границы муниципального образования и статус сельсовета как сельского поселения.

## Население
| 2010  | 2012  | 2013  | 2014  | 2015  | 2016  | 2017  |
| ----- | ----- | ----- | ----- | ----- | ----- | ----- |
| 1481  | ↘1414 | ↘1364 | ↘1331 | ↘1300 | ↘1240 | ↘1213 |
| 2018  | 2019  | 2020  | 2021  |       |       |       |
| ↘1177 | ↘1132 | ↘1127 | ↗1214 |       |       |       |

## Состав сельского поселения
| №  | Населённый пункт | Тип населённого пункта          | Население |
| -- | ---------------- | ------------------------------- | --------- |
| 1  | Веселовка        | посёлок                         | 8         |
| 2  | Ковылка          | село                            | 378       |
| 3  | Краснослободский | посёлок, административный центр | 409       |
| 4  | Красный Куст     | посёлок                         | 7         |
| 5  | Красный Мыс      | посёлок                         | 16        |
| 6  | Мирный           | посёлок                         | 171       |
| 7  | Несвитчено       | село                            | 51        |
| 8  | Свищёвка         | село                            | 49        |
| 9  | Северный         | посёлок                         | 165       |
| 10 | Советский        | посёлок                         | 35        |
| 11 | Тихвинка         | деревня                         | 34        |
| 12 | Трофимовка       | деревня                         | 31        |
| 13 | Фёдоровка        | деревня                         | 22        |
| 14 | Хмелинка         | село                            | 104       |

### Упразднённые населённые пункты
Посёлок Новая Поляна.